# ララバイSINGER
『ララバイSINGER』（ララバイシンガー）は、2006年11月22日に発表された中島みゆきの34作目のオリジナルアルバムである。

## 解説
オリジナルアルバムとしては、『転生 TEN-SEI』以来約1年ぶりとなるアルバム。しかし、前作『転生 TEN-SEI』は夜会で使用された楽曲を中心に構成されたものであり、前々作『いまのきもち』もオリジナルアルバムではあるが、全て過去の楽曲の再レコーディングで構成されているため完全な新曲のオリジナルアルバムとしては『恋文』以来約3年ぶりである。
2005年に岩崎宏美へ、2006年に華原朋美・TOKIO・工藤静香へ立て続けに提供した楽曲のセルフカバーを中心に、新曲を含めた作品になっている。
編曲に中村哲、小林信吾ら、瀬尾一三以外の音楽家が関わるのも久々のことである。
なお、12月15日放送の『中島みゆきのオールナイトニッポン』への投稿はがきが封入されていた。

## 収録曲
- 全作詞／作曲：中島みゆき、編曲：瀬尾一三（特記以外）

1. 桜らららら - Sakura La La La La[注 2]
編曲：中島みゆき・瀬尾一三
  - 元々この楽曲は、1stアルバム『私の声が聞こえますか』の収録候補曲で、曲が1番しか出来ていないという理由で1stアルバムへの収録は見送られることになった。中島が出演した東京12チャンネル（現・テレビ東京）の『あなたの朝絵がいっぱい-桜花賛歌・太田洋愛の世界』（1976年4月29日放送）のテーマ曲として番組のオープニングで1度だけ弾き語りの生演奏で披露された楽曲で、本作の制作中にテレビ東京ミュージックの社長である太田哲夫から当時の映像が送られてきて、それまで中島自身も曲の存在を忘れていたのだが、ようやく収録される運びとなった。ちなみにこの曲のアコースティック・ギターとドラムの音が次曲の「ただ・愛のためにだけ」に繋がるようになっているのは、中島曰く「30年の間に何をしてきたのか」という問いかけらしい。
2. ただ・愛のためにだけ - Only For The Sake Of Love
  - 岩崎宏美に提供した曲のセルフカバー。
3. 宙船 (そらふね)  - Ship In The Air
編曲：瀬尾一三・中村哲
  - TOKIOに提供しロングヒットとなった曲のセルフカバー。自身初のジャニーズ事務所所属アイドルへの楽曲提供で、元々このアルバム用の曲であったとみゆき本人がインタビューで話している。
  - TOKIO版は日本テレビ放送系ドラマ『マイ☆ボス マイ☆ヒーロー』の主題歌だった。2007年の春の選抜高等学校野球大会の入場行進曲に使われた。
4. あのさよならにさよならを - Say Goodbye To That Goodbye
  - 華原朋美に提供した曲のセルフカバー。
  - 華原版はNHK木曜時代劇『次郎長 背負い富士』の主題歌だった。
5. Clāvis -鍵-  - A Key
  - 工藤静香に約8年ぶりに提供した曲のセルフカバー。最後の部分が次の曲「水」のイントロにつながっている。
6. 水 - Water
  - 大切なもの、物体の核心となるものを水に喩えて歌ったものである。中島いわく「もっと哲学的な表現はないか」と思ったらしいが、妥当な言葉が見つからず、ストレートに「水」というタイトルにしたとのこと。
7. あなたでなければ - It Has To Be You
編曲：瀬尾一三・中村哲
  - 千葉ロッテマリーンズのチェイス・ランビン内野手の応援歌の原曲である。
8. 五月の陽ざし - In The May Sunshine
編曲：中島みゆき・瀬尾一三・弦一徹
9. とろ  - Too Slow!
  - レコーディングで歌いだした瞬間にキーボード担当のジョン・ギルティンはとても驚き[注 3]、一回歌い終わった後で「新しい声をゲットしたんだね」と小声で言ったらしい。タイトルの「とろ」とは、マグロの「トロ」ではなく、「とろい」という形容詞の「とろ」である。そのため、この曲の英語のタイトルは「Too slow」となっている。なお、実際に中島の幼少時代におけるあだ名でもある。
10. お月さまほしい - Wishing For The Moon
編曲：中島みゆき・瀬尾一三
11. 重き荷を負いて - Shouldering A Heavy Load
編曲：瀬尾一三・中村哲
12. ララバイSINGER - A Lullaby Singer
編曲：中島みゆき・瀬尾一三・小林信吾
  - デビュー曲「アザミ嬢のララバイ」のオマージュの要素も兼ねている。そのため、両曲のサビの「ララバイ」の部分のメロディがまったく同じ作りになっており、2007年のコンサートツアーでは、実際に中島により両曲がつなげて歌われた。

## 演奏者
| 桜らららら - A.Guitar：中島みゆき - A.Guitar & 12 Slrings Guitar：吉川忠英 - Keyboards & Programming：小林信吾 - Violin：弦一徹 - Engineer：David Thoener - Assistant：Wesley Seidman at Ocean Way Recording - Add. Engineer：加藤謙吾 - Assistant：寺尾修一郎 at Epicurus Studios - Mix：David Thoener - Assistant：寺尾修一郎 at Epicurus Studios ただ・愛のためにだけ - Drums：Gregg Bissonette - E.Bass：Neil Stubenhaus - A.Piano：Jon Gilutin - E.Guitar：Michael Thompson - A.Guitars：吉川忠英 - Keyboards & Programming：小林信吾 - Harmony Vocal：中島みゆき - Back Up Vocals：杉本和世, 坪倉唯子, 宮下文一 - Violin：弦一徹, 竹内純, 永田真希, 門脇大輔, 梶谷裕子, 黒木薫, 森琢哉, 金子芳子, 藤田弥生, 落合孝男 - Engineer：David Thoener - Assistant：Wesley Seidman at Ocean Way Rerording - Add. Engineer：加藤謙吾 - Assistant：寺尾修一郎 at Epicurus Srudios - Mix：David Thoener - Assistant：寺尾修一郎 at Epicurus Studios 宙船 (そらふね) - Drums：Denny Fongheiser - E.Bass：Neil Stubenhaus - A.Piano：Jon Gilutin - E.Guitar & Solo：Michael Thompson - Keyboards：小林信吾 - Programming：小林信吾, 浦田恵司 - Back Up Vocals：Julia, Maxine & Oren Waters - Sax & Solo：中村哲 - Trombone：清岡太郎 - Trumpet：佐久間勲 - Violin：弦一徹, 永田真希, 門脇大輔, クラッシャー木村, 金子芳子, 藤田弥生 - Engineer：David Thoener - Assistant：Wesley Seidman at Ocean Way Recording - Add. Engineer：加藤謙吾 - Assistant：寺尾修一郎 at Epicurus Studios - Mix：David Thoener - Assistant：寺尾修一郎 at Epicurus Studios あのさよならにさよならを - Drums：Denny Fongheiser - E. Bass：Neil Stubenhaus - E. Piano & Strings Pad：Jon Gilutin - E.Guitar & Solo：古川望 - Keyboards & Programming：小林信吾 - Engineer：David Thoener - Assistant：Wesley Seidman at Ocean Way Recording - Add. Engineer：加藤謙吾 - Assistant：寺尾修一郎 at Epicurus Studios - Mix：David Thoerner - Assistant：寺尾修一郎 at Epicurus Studios Clāvis -鍵- - Drums：Gregg Bissonette - E.Bass：Neil Stubenhaus - E.Piano & B-3：Jon Gilutin - A.Guitars：Michael Thompson - E.Guitar：古川昌義 - E.Guitar Solo & Nylon Strings Guitar Solo：古川望 - Keyboards & Programming：小林信吾 - Harmony Vocal：中島みゆき - Engineer：David Thoerner - Assistant：Wesley Seidman at Ocean Way Recording - Add. Engineer：加藤謙吾 - Assistant：寺尾修一郎 at Epicurus Studios - Mix：David Thoener - Assistant：寺尾修一郎 at Epicurus Studios 水 - Drums：Vinnie Colaiuta - A.Piano：Jon Gilutin - E.Guitar：古川望 - Keyboards：小林信吾, 瀬尾一三 - Programming：小林信吾, 浦田恵司 - Violin Solo：弦一徹 - Engineer：David Thoener - Assistant：Wesley Seidman at Ocean Way Recording - Add. Engineer：加藤謙吾 - Assistant：寺尾修一郎 at Epicurus Studios - Mix：David Thoener - Assistant：寺尾修一郎 at Epicurus Studios | あなたでなければ - Drums：Vinnie Colaiuta - E.Bass：Neil Stubenhaus - E.Piano & B-3：Jon Gilutin - A.Guitars：Michael Thompson - Keyboards & Programming：小林信吾 - Back Up Vocals：Julia, Maxine & Oren Waters - Sax & Solo：中村哲 - Trombone：清岡太郎 - Engineer：David Thoener - Assistant：Wesley Seidman at Ocea Way Recording - Add. Engineer：加藤謙吾 - Assistant：寺尾修一郎 at Epicurus Studios - Mix：David Thoener - Assistant：寺尾修一郎 at Epicurus Studios 五月の陽ざし - A.Piano：Jon Gilutin - Keyboards & Programming：小林信吾 - Violin：弦一徹, 竹内純, 永田真希, 門脇大輔, 梶谷裕子, 黒木薫, 森琢哉, 金子芳子 - Viola：クラッシャー木村, 三木章子 - Cello：森田香織, 岩永知樹 - C.Bass：千葉一樹, 竹下欣伸 - Engineer：David Thoener - Assistant：Wesley Seidman at Ocean Way Recording - Add. Engineer：加藤謙吾 - Assistant：寺尾修一郎 at Epicurus Studios とろ - Drums：Joey Waronker - E.Bass：Neil Stubenhaus - E.Piano & B-3：Jon Gilutin - E.Guitar：Michael Thompson, 古川昌義 - Keyboards：小林信吾 - Programming：小林信吾, 浦田恵司 - Bouzouki：古川望 - Back Up Vocals：瀬尾一三, 小林信吾 - Engineer：David Thoener - Assistant：Wesley Seidman at Ocean Way Studios - Add. Engineer 加藤謙吾 - Assistant：寺尾修一郎 at Epicurus Studios - Mix：David Thoener - Assistant：寺尾修一郎 at Epicurus Studios お月さまほしい - Drums：Vinnie Colaiuta - E.Bass：Neil Stubenhaus - A.Piano：Jon Gilutin - E.Guitar：Michael Thompson - Keyboards & Programming：小林信吾 - E.Violin Solo：弦一徹 - Engineer：David Thoener - Assistant：Wesley Seidman at Ocean Way Studios - Add. Engineer：加藤謙吾 - Assistant：寺尾修一郎 at Epicurus Studios - Mix：David Thoener - Assistant：寺尾修一郎 at Epicurus Studios 重き荷を負いて - Drums：Vinnie Colaiuta - E.Bass：Neil Stubenhaus - E.Piano：Jon Gilutin - A. Guitar & E. Guitar Solo：Michael Thompson - Keyboards：小林信吾, 瀬尾一三 - Programming：小林信吾, 浦田恵司, 後閑慎也 - Back Up Vocals：Julia, Maxine & Oren Waters, 宮下文一, 若子内悦郎, 木戸やすひろ, 内海秀和, 前田克美, 比山貴咏史 - Sax & Solo：中村哲 - Trombone：清岡太郎 - Trumpet：佐久間勲 - Viola：クラッシャー木村, 三木章子 - Cello：森田香織, 岩永知樹 - Engineer：David Thoener - Assistant：Wesley Seidman at Ocean Way Studios - Add. Engineer：加藤謙吾 - Assistant：寺尾修一郎 at Epicurus Studios - Mix：David Thoener - Assistant：寺尾修一郎 at Epicurus Studios ララバイSINGER - Drums：Joey Waronker - E.Bass：Neil Stubenhaus - A.Piano：Jon Gilutin - Keyboards & Programming：小林信吾 - Back Up Vocals：杉本和世, 坪倉唯子, 宮下文一 - Violin：弦一徹, 竹内純, 永田真希, 門脇大輔, 梶谷裕子, 黒木薫, 森琢哉, 金子芳子, 藤田弥生, 落合孝男 - Viola：クラッシャー木村, 三木章子 - Cello：森田香織, 岩永知樹 - C.Bass：千葉一樹, 竹下欣伸 - Engineer：David Thoener - Assistant：Wesley Seidman at Ocean Way Studios - Add. Engineer：加藤謙吾 - Assistant：寺尾修一郎 at Epicurus Studios - Mix：David Thoener - Assistant：寺尾修一郎 at Epicurus Studios |